# Ernst Salén (1888–1968)
Ernst Bertil Salén, född 13 november 1888 i Borås, död 6 januari 1968 i Stockholm, var en svensk läkare.

## Biografi
Ernst Salén var son till häradsskrivaren Axel Mauritz Salén och brorson till Ernst Salén. Efter mogenhetsexamen i Skara 1907 studerade han vid Karolinska Institutet och blev medicine kandidat 1911, medicine licentiat 1917 och medicine doktor 1925.
Han hade diverse amanuens- och underläkarförordnanden vid sjukhus i Stockholm samt var tillförordnad provinsialläkare och tillförordnad stadsläkare på olika orter 1913–1919. 1916 var han avdelningsläkare och chefsläkare vid svenska ambulansen i Wien och 1920–1921 badläkare i Fiskebäckskil. Salén var amanuens och underläkare vid Serafimerlasarettets medicinska klinik och poliklinik 1917–1924 samt medicinalrådsassistent 1918–1922. 1921 och 1925–1926 var lärare i medicin där 1930–1936. Under denna tid var han i olika perioder tillförordnad professor i medicin och tillförordnad överläkare vid Serafimerlasarettets medicinska klinik. Salén var extra överläkare vid Sabbatsbergs sjukhus medicinska avdelning vid flera tillfällen 1929–1936 samt överläkare där 1936–1946, varunder han även förstod sjukhusets gengasklinik 1940–1945. Från 1946 var han överläkare vid Södersjukhuset.
Salén utgav ett stort antal vetenskapliga arbeten, bland vilka märks studier över sockersjukan, över vissa blodsjukdomar och klinisk serologi. Främst blev han dock känd för sitt arbete runt de allergiska sjukdomarna, där han var pionjär i Sverige. Han utarbetade bland annat en rationell astmaprofylax och astmaterapi. 1934 grundade han i Stockholm ett för astmavården speciellt anordnat sjukhem och 1936, tillsammans med H. Hulting ett enligt samma principer organiserat skolhem för astmasjuka barn i Midsommarkransen. Från 1930 deltog han verksamt i nydaningen av Sabbatsbergs sjukhus och skapade en senare till Södersjukhuset flyttad klinik för allergiska sjukdomar, den första i sitt slag i Norden.
Salén medverkade även vid bildandet av föreningar för allergiforskning i de nordiska länderna och av en sammanslutning mellan dessa - Nordisk förening för allergiforskning. Han var ordförande i Sveriges förening för allergologi och i motsvarande nordiska föreningar från deras tillkomst 1946. Likaså tillhörde han grundarna av tidskriften Acta allergologica, vars huvudredaktör han var från starten 1948.